# 牝奴隷 〜犯された放課後〜
『牝奴隷 〜犯された放課後〜』（めどれい おかされたほうかご）は、2005年9月30日にアトリエかぐや TEAM HEARTBEATから発売された18禁アドベンチャーゲームである。
姉を盲目的に愛する主人公が彼女に命じられるまま、3人の女性を性奴隷へ調教していく姿を描く。
2011年7月22日に再発売された廉価版では、ソフ倫の規制で原題が使えなくなり、『原罪の教室』（げんざいのきょうしつ）というタイトルに変更となった。

## ストーリー
名門私立辰陵学園に通う主人公の高宮遼は、ある日、姉であり学園創立者「高宮家」の現当主である高宮紗月から、3人の女性を性奴隷に堕として欲しいと依頼される。盲目的に姉を愛する遼は、真意が不明のまま陵辱を始めるのだった。

## 登場人物
高宮 遼（たかみや りょう）
本作の主人公。幼いころに両親を亡くし、姉の紗月と二人きりで育つ。眉目秀麗、成績優秀、品行方正な優等生。紗月を盲目的に愛しており、彼女の命令に絶対服従して他人には興味を持たない。
高宮 紗月（たかみや さつき）
声：榎津まお
遼の姉。亡父の跡を継いだ高宮家当主。学園トップクラスの成績に加えて不思議なカリスマ性を持ち、学園創始者の一族ということで影の支配者と畏れられている。遼のことを溺愛している。
神崎 明日香（かんざき あすか）
声：一色ヒカル
学生自治会会長。学生たちから絶大な支持を集める。全国でもトップクラスの成績を誇り、正義感が強く気が強い反面、茶目っ気もありさばさばした性格。学園で暗躍する紗月を警戒している。
長谷部 留美（はせべ るみ）
声：飯田空
遼のクラスの担任。責任感・正義感ともに強く、学生への態度は真摯。学園で暗躍する紗月を調査しており、対立関係にある。
森野 みなと（もりの - ）
声：青川ナガレ
遼の幼馴染の明るく元気で純粋な女の子。チアリーディング部所属。遼を一途に慕っている。
神崎 慶子（かんざき けいこ）
声：歌織
明日香の母親。PTA会長。お人好しで人を信じやすい。
豊田 英臣（とよだ ひでおみ）
声：柳沢和哉
明日香のファンで、何度も学生自治会役員選挙に立候補している。お調子ものの一面があり、何度も落選しているのに明日香を目当てに懲りずに立候補しては役員たちに呆れられている。当選する前から役員としての名刺を作ったりもしている。学園で畏怖されている遼にも気軽に近づくが、明日香への好意を利用される。
土屋 幸吉（つちや こうきち）
遼のクラスメイトの巨漢。学園で畏怖される遼に気軽に話しかけるが、とにかく他人の話を聞かず、下品な話を大声でしゃべる豪快な性格。非公認部活の「裏写真部」の部長でみなとのファン。
田村 克也（たむら かつや）
声：KAZUMA
学園の旧校舎で非公式に活動する「神崎明日香私設ファン倶楽部」のリーダー。明日香を盗撮することを日々の活動としており、その写真加工技術を見込まれて遼の傘下に入る。

## スタッフ
- 原画：M&M
- シナリオ：神無月ニトロ、もみあげルパンR、近江達裕、速水漣
- 音楽：井出今日子＆根岸咲

## 関連書籍
ジュブナイルポルノ
- 牝奴隷 〜犯された放課後〜 （ハーヴェストノヴェルズ ISBN 978-4434071911

コミックアンソロジー
- 牝奴隷 〜犯された放課後〜アンソロジーコミック（XO GAME COMICS）ISBN 978-4861053382